# Urtica flabellata
Urtica flabellata är en nässelväxtart som beskrevs av Carl Sigismund Kunth. Urtica flabellata ingår i släktet nässlor, och familjen nässelväxter. Inga underarter finns listade i Catalogue of Life.